# Moraea indecora
Moraea indecora är en irisväxtart som beskrevs av Peter Goldblatt. Moraea indecora ingår i släktet Moraea och familjen irisväxter. Inga underarter finns listade i Catalogue of Life.